# リリカル♪りりっく
『リリカル♪りりっく』（LYRICAL LYRIC）は、2007年7月27日にま～まれぇどが発売した、DVD-ROM1枚を頒布媒体とした18歳未満禁止の恋愛アドベンチャーゲームである。さらに2012年7月23日からGREEをプラットフォームとして、2012年9月6日からPixivゲームをプラットフォームとして、Abyss Gateによりアイテム課金制の全年齢向けソーシャルノベルゲームとして配信もされている。また同名の小説も公式に出版された。

## 世界観

### 特殊用語
メロディア
地球などがある主人公の住む世界を、ハーモニアでは「メロディア」と呼称する。要するに、この記事を読んでいる我々の世界である。
音楽こそ存在するものの、歌魔法の力は忘れられて久しく、科学や機械に頼っている。このため歌魔法などを扱う邪悪な者が干渉した場合、ほぼメロディアの者は無力である。メロディアにもいるはずである「歌姫」のような特殊な存在を除いては。
ハーモニア
メロディアと表裏一体の世界で、かつてはメロディアとハーモニアは1つの世界だったものの、何らかの原因で2つに分裂し、通常の状態では行き来できなくなった。つまり、クゥたちがメロディアに現れた事態は異常なのである。
強大な魔力を有する歌姫による歌の力によって安定が保たれており、その力がないと存続が難しい。放っておくとハーモニアとメロディアが衝突しかねないので、歌姫がバランスを取って衝突を避けてきた。衝突した場合には、ハーモニアだけでなくメロディアにも甚大な影響が出て、いずれの世界も消滅すると考えられている。
当初はハーモニアとメロディアの双方の歌姫で、2つの世界のバランスを取ったという伝承が残っている。作中ではハーモニアとメロディアの異常接近が発生しており、いずれの世界も従来通りの安定状態に戻すためには、当初に行われた双方の世界の歌姫による儀式が必要と考えられている。
メロディアに比べると科学は遅れているものの、拓登がハーモニアの空気は綺麗と感じるように、歌姫が健在であれば環境汚染などにも無縁の世界である。逆に、歌姫に問題が起きた場合には、汚染などが進む。
歌魔法
歌魔法（うたまほう）とは、万物に存在する振動を、術者の意志で自在に操る能力である。歌魔法の使い手を歌使い（うたつかい）と呼び、特に強力な歌使いの女性を歌姫（うたひめ）と呼ぶ。ただし歌使いは女性だけではなく男性にもいる。なお主人公は歌使いではない。
歌魔法は歌使いによって特性に違いが見られ、各々得手不得手が見られる。使い方も、単純な砲撃のような攻撃だけでなく、身体強化、生体の機能回復・機能破壊なども可能で、通信などもできる。
使用者の精神状態や使用者が置かれている環境によっても、その効力や威力に違いが出てくる。置かれている環境による効力の違いについて補足すると、例えばハーモニアの城は歌姫のアリエッタの魔法を増幅してもいる。
魔法服
魔法服（まほうふく）とは、歌使いが主に戦闘時に身に纏う装束である。歌使いの特性に合わせた形状をしている。服とは言っても鎧としての効果を有し、攻撃によって破損する場合もある。テンプレートの備考欄に書かれた「変身ムービー」とは、この魔法服を身に纏った状態に変身する際の動画を指す。
なお回数制限の有無は不明ながら、変身し直す方法で魔法服の修復が可能である。実際に魔法服を狙った攻撃を七音や鈴やクゥが受けて魔法服が破損した際には、変身し直す方法で修復して見せた。
調律
本作では音律や楽器整備などに関した音楽用語ではなく、歌使いの歌魔法を調整する能力を指す。主人公の特殊能力は、これである。この力を使える者を調律士（ちょうりつし）と呼ぶ。
調律の力は、単純に歌使いの意思に従って協力的に歌魔法を調整するだけでなく、ある程度ながら調律士の意思で歌魔法を改変もできる。したがって調律の力を歌使いが真の意味で使うためには、調律士を味方に引き入れねばならない。逆に協力を拒んだ調律士など、歌使いにとっては邪魔な存在である。

### 舞台

#### 学園と町
本作は日本のどこかに存在するという設定で、サクラの並木道で有名な桜ノ音町（さくらのねちょう）を、主要な舞台として話が展開する。近年は鉄道駅の前を含めて再開発が進み、約10年ぶりに桜ノ音町を訪れた主人公にとっては「知らない町」に変わっていた。それでも、サクラや一部の鉄道橋など変わっていない物も残っている。主人公は、この町の桜ノ音学園（さくらのねがくえん）へと転入し、新たな学校での生活を開始した。

#### メロディアとハーモニア
元来一緒になろうとする性質を有したメロディアとハーモニアは、現在、異常接近した状態にあり、2つの世界の衝突が迫っている状況にある。この異常接近ために、メロディアとハーモニアの境界線が曖昧な状況に至った。このため、本来ならば行き来できないはずのメロディアとハーモニアとを行き来できる状態にあり、ハーモニアも舞台として登場する。ハーモニアで登場する場所は、主にハーモニアの歌姫であるアリエッタの居城と、その周辺である。なお、桜ノ音町と、アリエッタの居城付近から見える星空は、酷似している。そして、クゥが普段利用している、ハーモニアとメロディアを行き来するためのゲートが、桜ノ音町付近と、アリエッタの居城付近を繋いでいる。
ただし、あくまで、これは異常事態であり、元の安定状態に戻れば、再び行き来できない状態に戻る公算が大きい。逆に、このまま接近して衝突すると、メロディアとハーモニアの双方が現状を保てない。主人公は、この世界的な問題に巻き込まれた形である。
メロディアとハーモニアが異常接近した際には、異常気象も見られるとハーモニアでは伝承されてきた。そのような中で、実際に異常気象が観測され始めたのだった。この事態を避けるために、これまでハーモニアの歌姫は2つの世界の適切な距離を保ってきた。しかし、ハーモニアの歌姫であるアリエッタは、この作業が行えない状況に追い込まれた。その結果の異常接近を、最も穏当に解決できる方法は、メロディアとハーモニアの双方も歌姫が協力して、適切なバランスに戻す儀式を執り行う方法だった。ところが、メロディアには「歌魔法」の存在すら忘れ去られている有様であり、メロディアの歌姫が発見できない限り、この方法は実行できない。

## ストーリー
本作では、本編の複数のシナリオとアフターシナリオを合せて、物語が構成されている。したがってストーリーの全体像を把握するためには、少なくともアフターシナリオまで読了する必要がある。

## 主要登場人物
高槻 拓登（たかつき たくと）
本作の主人公である。母親とは10年以上前に死別しており、父親である考古学者の茂治（しげはる）の仕事の都合で、10回以上の転校を繰り返してきた。転校先では「目立たず、おとなしく」を処世術として過ごしてきた。父親は方々へ行くので現在は1人暮らしであり、自分の食事は自ら作っている。
そんな彼も、幼い頃に比較的長い期間にわたって住んでいた桜ノ音町へ約10年ぶりに戻ってきて、変化の兆しが出てきたのだった。
なお約10年ぶりに再会した浅倉七音を覚えていたものの、すっかり女性らしい姿に変わっていたため、同一人物と気付かなかった。浅倉臣も覚えていたものの、その変貌ぶりに驚いた。これに対して、貴水鈴は全く覚えていなかった。
浅倉 七音（あさくら ななお）
声：成瀬未亜
身長:156cm、3サイズ:83/55/85、誕生日:3月6日
拓登が桜ノ音町に住んでいた頃の幼馴染である。幼い頃に起きたある出来事を通して、本当の「強さ」を拓登から教わったと語り、その頃からずっと拓登を想い続けてきた。
ともえと涼子とは中学校時代からの親友で、恋愛の話などを色々と相談してきた。歌唱力が高く、また運動全般も大得意で、帰宅部ながら方々の運動部から助っ人を頼まれる。機嫌が悪いと拓登にコブラツイストをかけるなど乱暴でガサツな部分もあるが、拓登のためなら一生懸命になれる女の子な部分もある。ただ料理は苦手で、弁当は拓登に作ってもらっている。
いつの間にかゲイになっていた兄の臣を毛嫌いしており、拓登にちょっかいを出すたびに殴り飛ばし、それも回数を重ねるたびに兄への攻撃は激しさを増している。
間違い無く「メロディア」を出身としている人物なのに、なぜか歌魔法が使えた人物である。しかも、その魔力は膨大であった。さらにハーモニアで戦い慣れているはずのクゥですら見聞きした覚えのない、敵が撃ち込んできた砲撃系の攻撃魔法を、バットで打ち返す要領で跳ね返す技まで使った。
貴水 鈴（たかみ りん）
声：雛見風香
身長:162cm、3サイズ:88/57/87、誕生日:10月30日
拓登と同じクラスで、生徒会副会長を務めている。頭脳明晰で計算高い面を持ち、料理・学業・運動・生徒会その他の事柄をそつなくこなすものの、極度の機械オンチだという面も持っている。
美貌の持ち主ながら、冷静沈着で、いつも凛とした雰囲気を纏い、近寄りがたい雰囲気を醸し出しているため、クラスで浮いた存在で、影で男子生徒には「鈴様」と呼ばれている。
紅茶が好きで、用途ごとに銘柄を使い分けているほどである。
拓登と出会ってから意味深な発言を繰り返しているのだが、実は10年以上前から拓登を知っていた人物で、拓登の父親の茂治とも知り合いである。
実はハーモニア出身であり、本来の父親は、ハーモニアの調律士であったが、何者かに殺害され、彼女はメロディアへと逃がされた。この結果、ちょうどその時に拓登が居た地点へ飛ばされ、爆発が発生し、拓登と身元不明の女児が倒れている所へ、茂治は出くわした。その後、この女児は、茂治の恩師であった、貴水教授の養子の立場で暮らしてきたため、貴水の姓を名乗っている。資産家である貴水家の親類とは不仲で、貴水教授の死後、貴水家を出る際に拓登の父親が保護者代わりになって、今は駅前のマンションで1人暮らしをしている。
ハーモニアの調律士の娘であるため、彼女は歌魔法や調律についても詳しく知っており、メロディアでは失われた知識を多く有している。そればかりか、彼女は歌使いでもある。茂治の息子である拓登を、陰ながら歌使いとして見守ってきた。
クゥ
声：青山ゆかり
身長:165cm、3サイズ:85/56/86、誕生日:12月18日
よく桜ノ音自然公園（さくらのねしぜんこうえん）に出没する謎の女の子だが、実はハーモニアからやって来た「歌使い」である。言葉足らずの部分はあるものの、子供達からよく好かれており、公園でサッカーの相手や交通事故に遭いかけた子供を助けたりなどをする優しい心の持ち主でもある。
ハーモニアではアリエッタの側近を務めており、融通が利かず、冗談を真に受ける部分もある。戦闘になると鬼神のごとく相手を攻撃する。
元来ハーモニアの被差別民の出自であり、その中でも異様に魔力の強い「悪魔の子」として、その被差別民の中ですら迫害を受け、幼少期に身寄りを無くした。彼女の力に目を付けた反歌姫の勢力が、彼女をアサシンに仕立ててアリエッタの所へ送り込んだ。アリエッタの暗殺に失敗して捕えられたクゥをアリエッタは許し、それ以来、クゥを他の者と差別せずに接するアリエッタに対して、忠義を尽くそうとしてきた。
そんなある日、反歌姫勢力の攻勢によって、危機に陥ったアリエッタを助けるために、拓登の力を欲していた。
アリエッタの救出に成功してからは、ハーモニアとメロディアを救うために、最も穏当な解決方法であるハーモニアとメロディアの双方も歌姫が協力して儀式を執り行えるように、メロディアにもいるはずの歌姫の捜索を行った。
アリエッタ
声：木村あやか
身長:144cm、3サイズ:72/47/71、誕生日:6月29日
異世界「ハーモニア」のお姫様である。見かけは子供だが、見かけによらずしっかりとしている。
反歌姫勢力によって危機に陥り、主人公の夢の中に出て、主人公に助けを求めた。
アリアという愛称を持つ、ハーモニアを維持している「歌姫」であり、拓登らに助けられてからは国中に力を行き届かせるため体中にリボンを付けて、城と自身を結び付けている。異世界であるメロディアの話だけでなく、城から出られないためハーモニアの事情も詳しくは把握しておらず、クゥ達からの報告を毎回楽しみにしている。
ピアノ演奏が得意で、名もない曲をよく弾いている。
萩原 ともえ（はぎわら ともえ）
声：金田まひる
身長:160cm、3サイズ:81/56/81、誕生日:7月1日
七音の友人で、涼子とも親しい。イケメンに目がなく、イケメンなら誰でもOKな女の子である。ただし漫画などに興味はなく、あくまで本物のイケメンが興味対象である。また腐女子の気はなく、その話を涼子が始めると逃げる場合もある。
ハイテンションのマシンガントークで喋りまくる。その内容の大半が毒舌悪態や下ネタなどで、非常に騒がしい。
大道寺 涼子（だいどうじ りょうこ）
声：金松由花
身長:151cm、3サイズ:77/52/79、誕生日:9月11日
七音、ともえの友人で、クラスの委員長を務めている。さらに生徒会では書記を務めている。
腐女子であり臣と拓登のカップリングを気に入っており、そのような場面に遭遇すると目を輝かせる。男キャラクターの多い漫画が好きで、腐女子として妄想をしているだけでなく、この手の話題が出ると普段の内気な様子とは打って変わって、話が止まらなくなる。ともえ、七音とは特に腐女子の話では盛り上がる様子はないものの、彼女の口ぶりから別に腐女子仲間との交友も持っている様子が覗える。
拓登が見間違えたほどに、ハーモニアにいるミュゼットと容姿が酷似している。
白鳥 公平（しらとり こうへい）
声：風間瞬
学園の女子生徒の情報を、自らの足を使ってまで収集するほどの女好きである。例えば「鈴様」を彼女の自宅近くまで尾行して得た情報まで持ち合わせていた。もちろん他の女子生徒の情報収集も欠かさない。
七音と親しい拓登と友人になり、七音との接近を狙うなど、他の女子に近付くための画策を続けている。しかし女子生徒からは見え見えで、あまり相手にされていない。
赤城 美佐子（あかぎ みさこ）
声：鈴美巴
拓登のクラスの担任の数学教師である。ヒステリックかつ嫌味な女性で多くの生徒に嫌われており、生徒達の間では「オールドミス」と呼ばれている。
とある事件で欲望が解放された際に、凄まじい鬱憤を溜め込んできたと判明した。
浅倉 臣（あさくら おみ）
声：空野太陽
七音の兄で生徒会長を務める。色々な意味で拓登を狙う、同性愛者である。ともえが認めるイケメンだが、女に興味はない。生徒会長としての仕事はきちんとしているが、拓登を含めて気に入った男子の姿を認めると公私混同する。それでも生徒会長としての能力は高く、教師からも信頼されており生徒達から一定の人望もある。
七音によれば「いつの間にかゲイ」になっていたという話だったが、実際に別人に入れ替わっていたとアフターシナリオで明かされた。
柿崎 剣一郎（かきざき けんいちろう）
声：左高蹴
浅倉臣に心酔しているものの、その臣に生徒会入りを断られてしまった。臣に気に入られた拓登に対して、ライバル心を燃やしている。
白鳥公平によれば性格は歪んでいるそうだが、剣道では全国1位の腕前であり、外面は良いので赤城の信頼は得ている。反面、生徒達には見透かされており、人望はない。
実はハーモニアの出身の歌使いである。野心家でもあり、拓登が調律士だと知ると、その力を手中に収め、自らの野望の実現を画策した。

## スタッフ
- プロデューサー：フジワラ
- ディレクター：武内よしみ

### シナリオ関連
- シナリオ：黒白線
- サブシナリオ：南愛恵、koZakana、六月の玉子、Tone、皆川一馬

### グラフィック関連
- グラフィックチーフ：ばんろっほ
- 原画
  - みけおう：作中では、七音、鈴、ともえ、他の原画を担当した。小説の扉絵も一部担当した。
  - フミオ：作中でクゥ、他を担当した。
  - ちこたむ：作中でアリエッタ、涼子、ミュゼット、他を担当した。
  - たくや
- タイトルロゴデザイン：みけおう
- 背景：草薙

### 音楽関連
- サウンド：浅野彰
- オープニング曲：「さくら色の恋心」
  - 作詞：澄田まお　作曲：浅野彰　編曲：WACHA　歌：みとせのりこ
- 挿入曲：「rapyer」
  - 作詞：澄田まお　作編曲：BB　歌：みとせのりこ
- エンディング曲：「君の愛を信じて」
  - 作詞：澄田まお　作曲：浅野彰　編曲：Gakkie/七巻ヒ熊　歌：みとせのりこ

## インターネットラジオ
- ま～まれぇど放送局 サクラサク♪さくらじお

2007年5月18日より音泉にて配信が開始された。パーソナリティは、浅倉七音役の声優の成瀬未亜と、本作で歌を担当したみとせのりこの2人である。

## 関連作品

### 小説
- キルタイムコミュニケーション発行
  - リリカル♪りりっく 貴水鈴の旋律（二次元ゲームノベルズ/著：蒼井村正、表紙：みけおう、挿絵：ピエール☆よしお）ISBN 978-4-86032-624-1 ※注・18禁
- 彩文館出版発行
  - リリカル♪りりっく りりっく1（ツインテールノベルズ/著：佐々宮るちだ）ISBN 978-4-7756-0303-1
  - リリカル♪りりっく りりっく2（ツインテールノベルズ/著：佐々宮るちだ）ISBN 978-4-7756-0329-1

### キャラクターソング
- HOBiRECORDS
  - キャラクターソングVol.1 「Wish」（貴水鈴[注 22]）
  - キャラクターソングVol.2 「さくらいろメロディ」（浅倉七音[注 23]）
  - キャラクターソングVol.3 「魔法の小指」（クゥ[注 24]）
  - キャラクターソングVol.4 「conte de fees」（アリエッタ[注 25]）